# Pruebas nucleares en el atolón Bikini

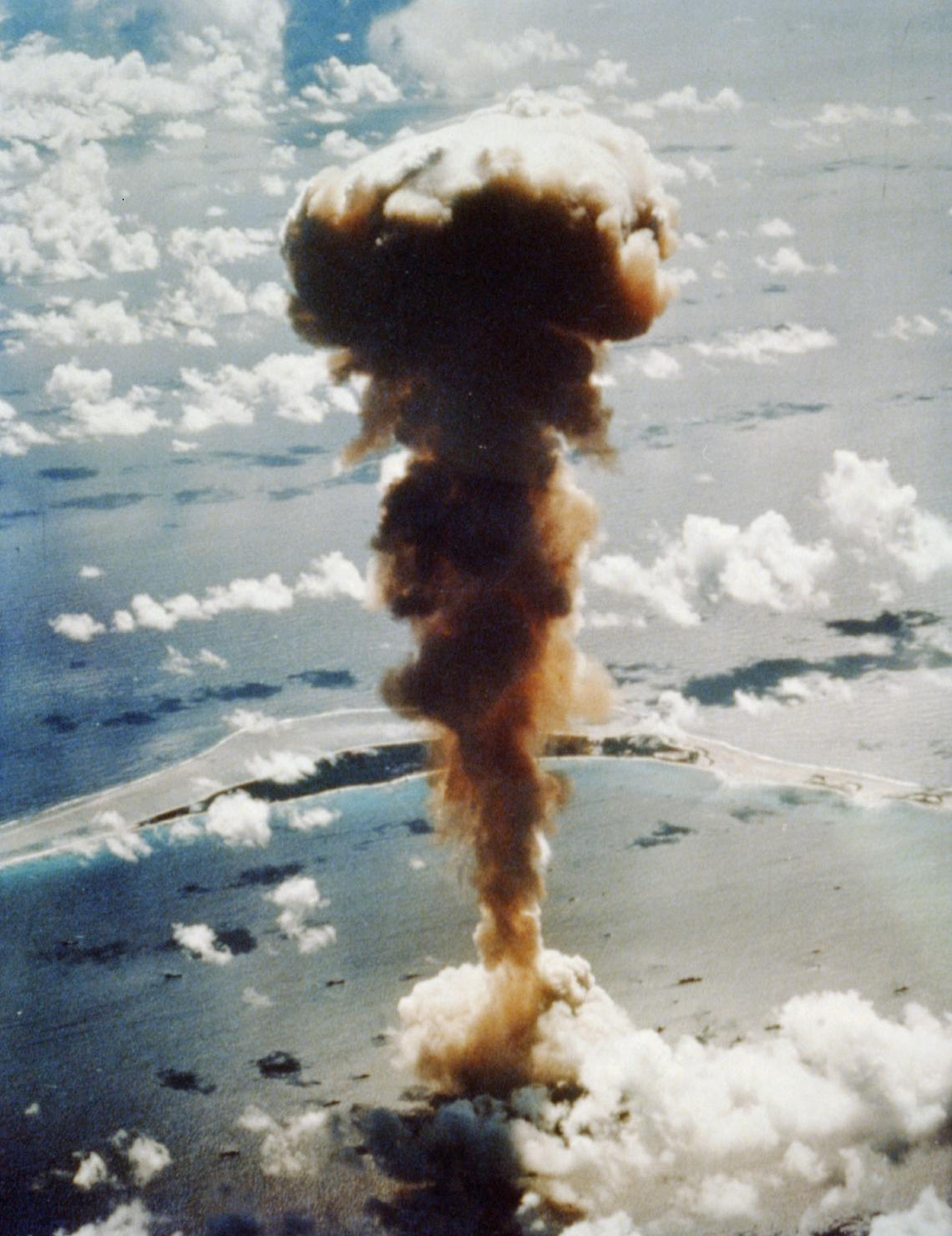
Vista aérea de la prueba Able, un dispositivo de 23 kilotones de TNT (96 terajulios) detonado el 1 de julio de 1946 a una altitud de 160 m.

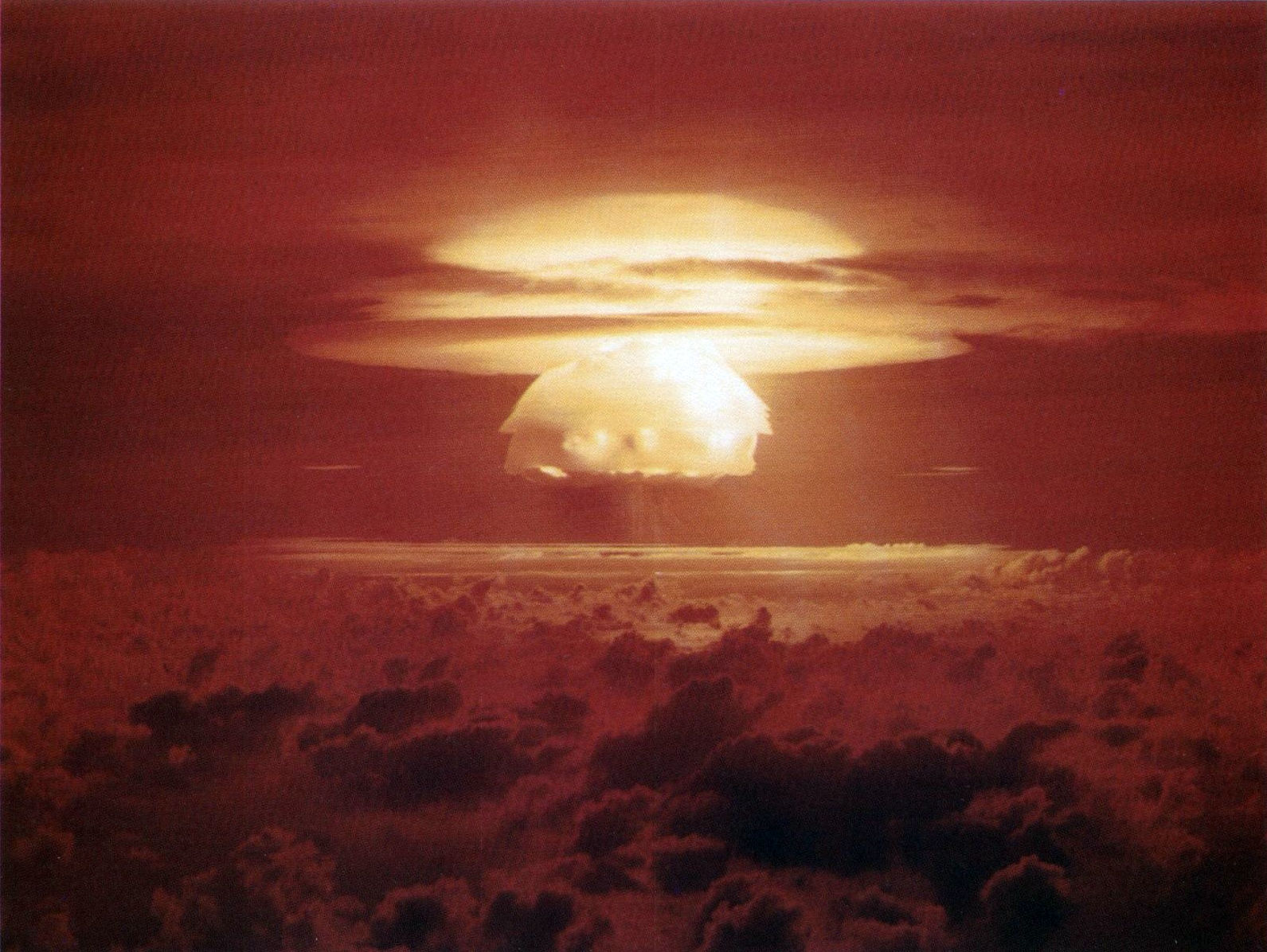
El tamaño de la prueba de Castle Bravo el 1 de marzo de 1954 superó con creces las expectativas, causando una contaminación radiactiva generalizada. Las consecuencias de la propagación de residuos de material radiactivo llegó hasta Australia, India y Japón, e incluso los Estados Unidos y partes de Europa. Aunque se organizó como una prueba secreta, Castle Bravo se convirtió rápidamente en un incidente internacional, lo que provocó la prohibición de las pruebas atmosféricas de los dispositivos termonucleares.

Las pruebas nucleares en el atolón Bikini fueron una serie de detonaciones de 23 artefactos nucleares realizadas por Estados Unidos entre 1946 y 1958 en siete sitios de prueba en el mismo arrecife, en el mar, en el aire y bajo el agua. Las pruebas produjeron un rendimiento combinado de fisión de 42,2 megatones de potencia 
Estados Unidos participó en una carrera armamentista nuclear de la Guerra Fría con la Unión Soviética para construir bombas más avanzadas desde 1947 hasta 1991. La primera serie de pruebas en el atolón Bikini en julio de 1946 se denominó Operación Crossroads. La primera prueba fue lanzada desde un avión y detonó a 160 m por encima de la flota objetivo. El segundo, Baker, estaba suspendido bajo una barcaza. Produjo una gran nube de Wilson y contaminó todas las naves objetivo. El químico Glenn T. Seaborg, el presidente más antiguo de la Comisión de Energía Atómica, calificó la segunda prueba como «el primer desastre nuclear del mundo».
La segunda serie de pruebas en 1954 se denominó Operación Castle. La primera detonación, Castle Bravo, fue un nuevo diseño que utilizó una bomba de hidrógeno termonuclear de combustible seco. Fue detonada en la madrugada del 1 de marzo de 1954. Los científicos calcularon mal y la explosión nuclear de 15 megatones superó con creces el rendimiento esperado de 4 a 8 megatones (6 megatones previstos) y fue unas 1000 veces más potente que cada una de las bombas atómicas lanzadas sobre Hiroshima y Nagasaki durante la Segunda Guerra Mundial. Los científicos y las autoridades militares quedaron conmocionados por el tamaño de la explosión y muchos de los instrumentos que habían instalado para evaluar la eficacia del dispositivo fueron destruidos.
Las autoridades militares y los científicos habían prometido a los residentes nativos del atolón Bikini que podrían regresar a sus hogares después de las pruebas nucleares. La mayoría de los jefes de familia de la isla aceptaron abandonar la isla y la mayoría de los residentes fueron trasladados al atolón Rongerik y más tarde a la isla de Kili. Ambos lugares resultaron ser inadecuados para mantener la vida, lo que provocó inanición y obligó a los residentes a recibir ayuda continua.
A pesar de las promesas hechas por las autoridades, este y otros ensayos nucleares (Redwing en 1956 y Hardtack en 1958) hicieron que el atolón Bikini no fuera apto para ser habitado, contaminando el suelo y el agua, haciendo que la agricultura y la pesca de subsistencia fueran demasiado peligrosas. Posteriormente, Estados Unidos pagó a los isleños y a sus descendientes 125 millones de dólares en compensación por los daños causados por el programa de pruebas nucleares y su desplazamiento de su isla natal, pero originalmente había prometido 2000 millones de dólares a los pueblos indígenas. El comité que estaba detrás de esta decisión se ha disuelto desde entonces y los pueblos no han sido compensados. A partir de 2014, puede ser técnicamente posible que los antiguos residentes y sus descendientes vivan en las islas del atolón, pero prácticamente ninguno de los que viven hoy en día ha vivido en el atolón y muy pocos quieren mudarse allí. Una investigación realizada en 2016 encontró niveles de radiación en el atolón de hasta 639 rem/año, muy por encima del umbral estándar de seguridad establecido para ser habitable de 100 rem/año. Sin embargo, en 2017, los científicos de la Universidad de Stanford informaron de «una abundancia de vida marina que aparentemente prospera en el cráter del atolón Bikini». Se está llevando a cabo una investigación sobre cómo sobreviven los organismos marinos en un entorno lleno de radiación, lo que podría conducir a una mejor comprensión del cáncer y a un aumento de la longevidad de la vida de la población humana.

## Preparación

### Residentes reubicados

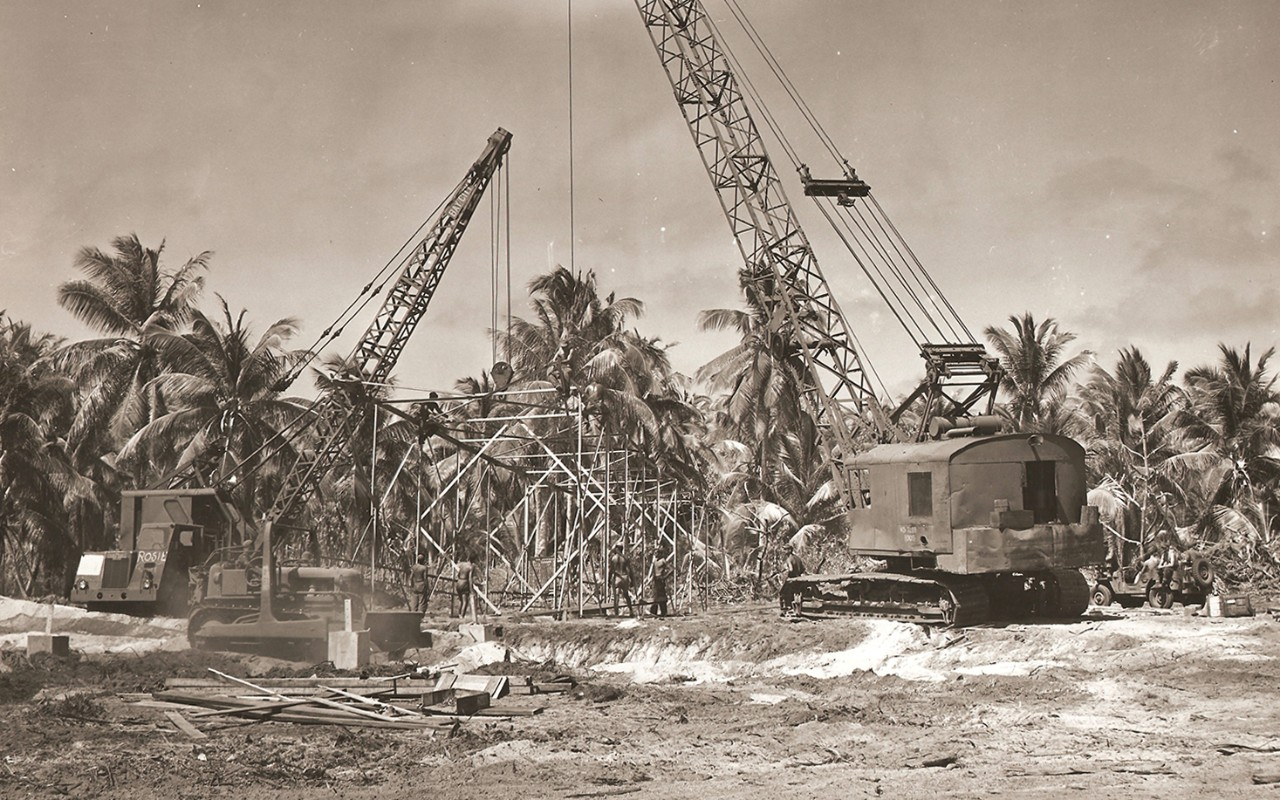
Los miembros del 53.º Batallón de construcción naval de Seabees construyen torres de cámaras antes de las pruebas de bombas atómicas en el atolón de Bikini en julio de 1946

En febrero de 1946, el gobierno de Estados Unidos pidió a los 167 habitantes micronesios del atolón que se reubicaran «temporalmente», para que el gobierno de Estados Unidos pudiera comenzar a probar las bombas atómicas para «el bien de la humanidad y el fin de todas las guerras mundiales». Nueve de los once jefes de familia, o alaps, eligieron a Rongerik como su nuevo hogar. Los Seabees de la Marina de los Estados Unidos les ayudaron a desarmar su iglesia y su casa comunitaria y a prepararse para trasladarlos a su nuevo hogar. El 7 de marzo de 1946, los residentes recogieron sus pertenencias personales y ahorraron materiales de construcción. Fueron transportados 201 km hacia el este en la lancha de desembarco 1108 y LST 861 de la Marina de los Estados Unidos al atolón deshabitado de Rongerik, que era una sexta parte del tamaño del atolón de Bikini. Nadie vivía en Rongerik debido a que tenía un suministro inadecuado de agua y alimentos y a la creencia tradicional profundamente arraigada de que la isla estaba perseguida por las Demon Girls of Ujae junto con altos niveles de radiación, que resultaban peligrosos para la población debido a la lluvia radiactiva que se produjo en la prueba de Castle Bravo. La Marina les dejó unas semanas de comida y agua que pronto resultaron ser inadecuadas.

### Servicios militares

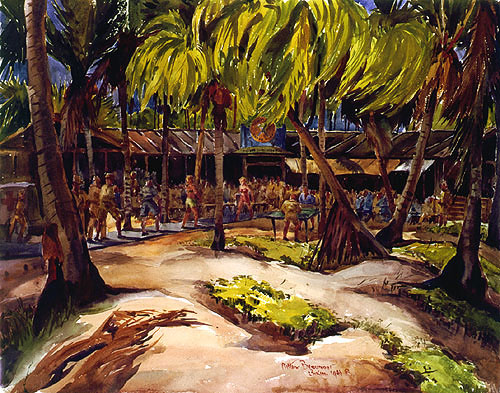
The Cross Spikes Club, pintado por el artista de la Armada Arthur Beaumont.

Para llevar a cabo las pruebas, Estados Unidos montó una flota de apoyo de más de 242 barcos que proporcionaron alojamiento, estaciones experimentales y talleres para más de 42 000 personas. Las islas fueron utilizadas principalmente como sitios de recreación e instrumentación. Para apoyar el programa de pruebas de bombas nucleares, los Seabees construyeron búnkeres, diques secos flotantes, torres de acero de 23 m para cámaras e instrumentos de grabación, y otras instalaciones en la isla para apoyar a los militares. Entre ellos, el Up and Atom Officer's Club y el Cross Spikes Club, un bar y lugar de reunión creado por militares en la isla de Bikini entre junio y septiembre de 1946 durante la preparación de la Operación Crossroads. El club era poco más que un pequeño edificio al aire libre que servía alcohol a los militares y proporcionaba entretenimiento al aire libre, incluyendo una mesa de ping pong. El Cross Spikes Club era el único entretenimiento al que tenían acceso los soldados alistados durante su estancia de junio a septiembre en Bikini.

### Cementerio naval
La laguna del atolón Bikini fue designada como cementerio naval por la Marina de los Estados Unidos. Estados Unidos trajo 95 buques, entre ellos portaaviones, acorazados, cruceros, destructores, submarinos, transportes de ataque, navíos de desembarco y auxiliares de la isla, junto con 150 aviones en la pista de aterrizaje de la isla, para probar el efecto de un arma nuclear. La flota sustituta, si hubiera estado activa, habría sido la sexta flota naval más grande del mundo. Todos llevaban diferentes cantidades de combustible y algunos llevaban munición.

## Pruebas de armas

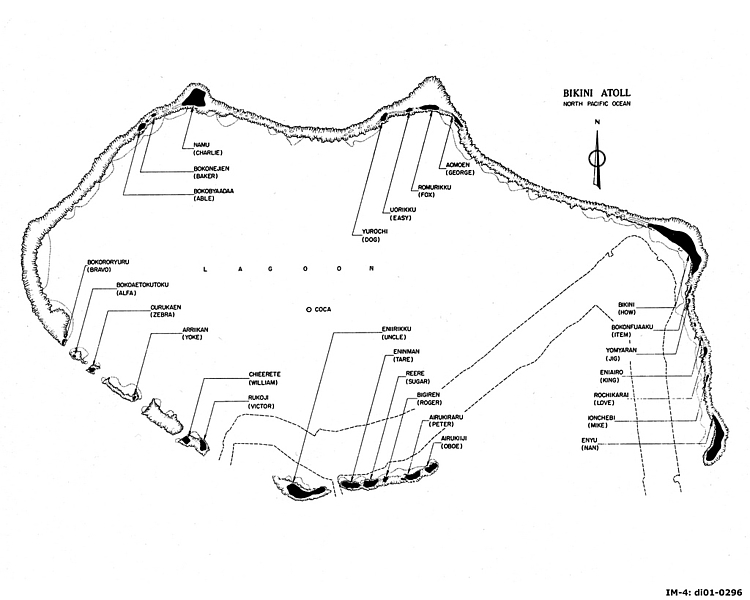
Sesenta y siete pruebas nucleares se llevaron a cabo en el atolón de Bikini.

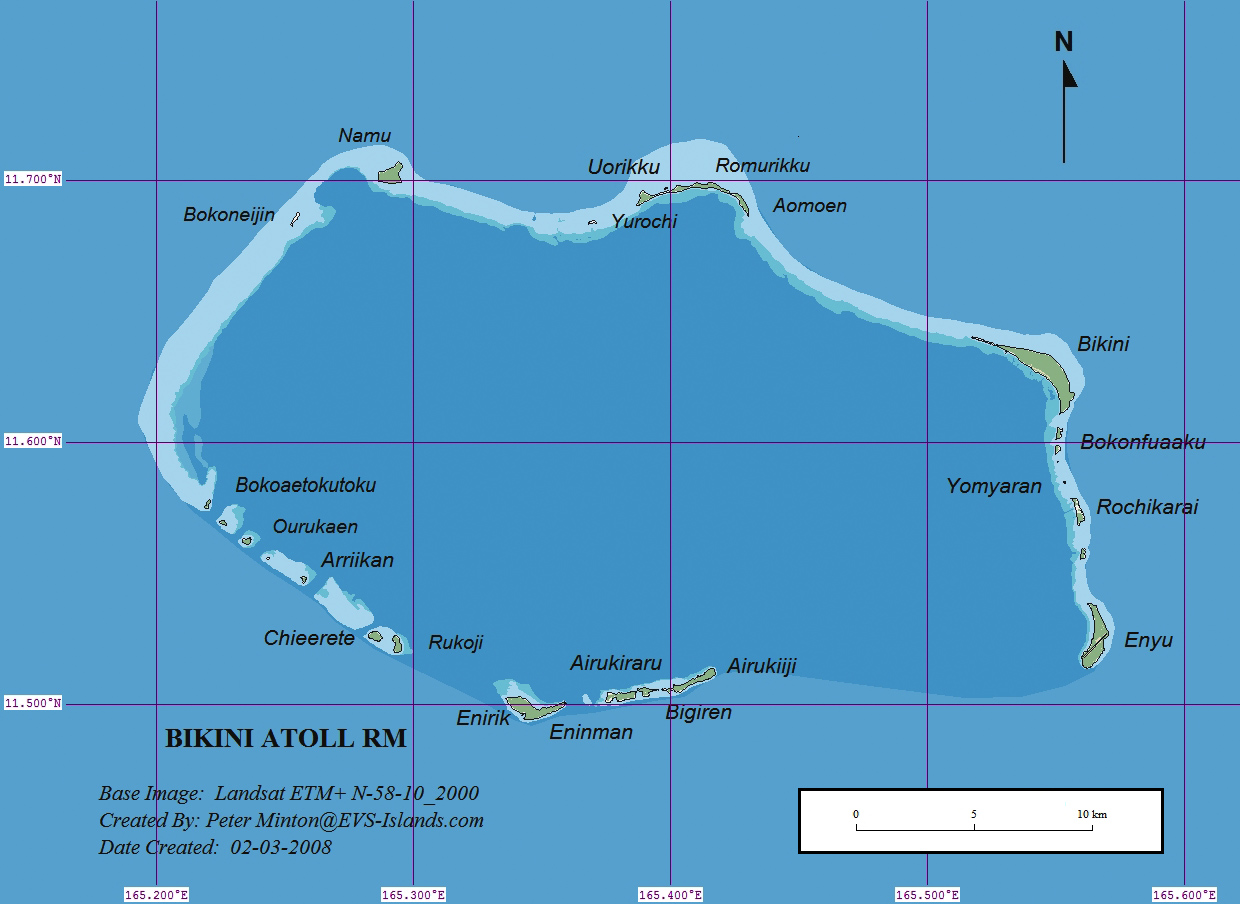
Mapa del atolón de Bikini a partir de 2008. Las islas de Bokonijien, Aerokojlol y Nam fueron vaporizadas por los ensayos nucleares.

### Operación Crossroads
La Operación Crossroads consistió en dos detonaciones, cada una con un rendimiento de 23 kilotones, equivalentes a 96 Terajulios. Able fue detonado sobre Bikini el 1 de julio de 1946 y explotó a una altitud de 160 m, pero fue arrojado por aviones a una distancia de entre 460 y 610 m del objetivo, hundiendo solo cinco de los barcos de la laguna. El segundo, Baker, fue detonado bajo el agua a una profundidad de 27 m el 25 de julio, hundiendo ocho barcos. El segundo estallido submarino creó una gran nube de condensación y contaminó los barcos con más agua radiactiva de la esperada. Muchos de los buques supervivientes estaban demasiado contaminados para volver a ser utilizados para realizar pruebas y se hundieron. La detonación nuclear aérea elevó la temperatura de la superficie del agua de mar en 55 000 °C, creó ondas de chorro con velocidades de hasta 8 m/s, y ondas de choque y superficiales de hasta 30 m de altura. El rey de la isla Bikini visitó el atolón Bikini en julio, después de la segunda prueba de bomba atómica, llamada Baker, y lo encontró aparentemente en buenas condiciones.
Un tercer estallido, Charlie, planeado para 1947, fue cancelado principalmente debido a la incapacidad de la Marina de los Estados Unidos para descontaminar los barcos objetivo después de la prueba de Baker. Charlie fue reprogramado como Operación Wigwam, un tiro en aguas profundas realizado en 1955 frente a la costa de California.

### Prueba Castillo Bravo
Estados Unidos estaba en una carrera armamentista nuclear de la Guerra Fría con la Unión Soviética para construir bombas más grandes y mejores. La siguiente serie de pruebas sobre el atolón Bikini se denominó Operación Castle. La primera prueba de esa serie fue Castle Bravo, un nuevo diseño que utiliza una bomba de hidrógeno de fusión nuclear de combustible seco. Fue detonada en la madrugada del 1 de marzo de 1954.
La explosión nuclear de 15 megatones superó con creces el rendimiento esperado de 4 a 8 megatones y fue aproximadamente 1000 veces más potente que cada una de las bombas atómicas lanzadas sobre Hiroshima y Nagasaki durante la Segunda Guerra Mundial. El arma nuclear fue el artefacto más poderoso jamás detonado por Estados Unidos y algo menos de un tercio de la energía de la Bomba del Zar, la más grande jamás probada. Los científicos y las autoridades militares quedaron conmocionados por la magnitud de la explosión y muchos de los instrumentos que habían instalado para evaluar la eficacia del dispositivo fueron destruidos.

### Contaminación de Castle Bravo
El inesperado gran rendimiento, combinado con otros factores, condujo a la contaminación radiológica accidental más importante causada por los Estados Unidos. Pocos minutos después de la detonación, los escombros de la explosión comenzaron a caer en la isla Eneu/Enyu, en el atolón Bikini, donde se encontraba la tripulación estadounidense que activó el dispositivo. Cuando sus contadores geiger detectaron la lluvia inesperada, se vieron obligados a refugiarse en un lugar cerrado durante varias horas antes de que fuera lo suficientemente seguro como para llevar a cabo una operación de rescate por vía aérea.
Después de impactar contra Eneu, la lluvia radiactiva continuó extendiéndose por las islas habitadas de los atolones de Rongelap, Rongerik y Utrik. Los habitantes de los atolones de Rongelap y Rongerik fueron evacuados por militares estadounidenses dos días después de la detonación, pero los residentes del atolón más lejano de Utrik no fueron evacuados durante tres días. Muchos de los habitantes pronto comenzaron a mostrar síntomas de síndrome de irradiación aguda. Regresaron a las islas tres años más tarde, pero se vieron obligados a reubicarse de nuevo cuando se descubrió que sus islas no eran seguras.

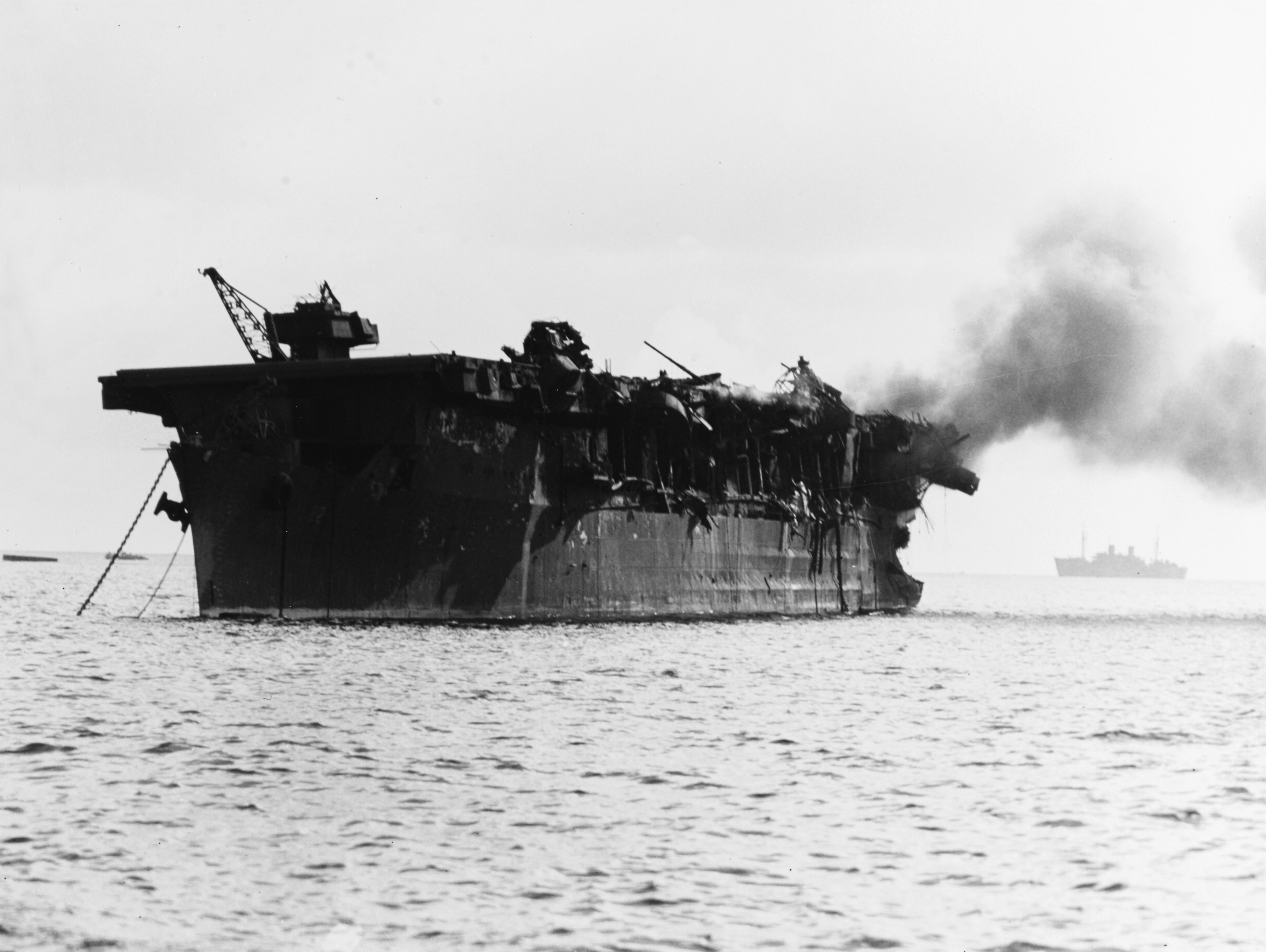
El portaaviones ligero estadounidense USS Independence (CVL-22) en llamas en popa, poco después de la prueba de explosión aérea de la bomba atómica «Able Day» en Bikini el 1 de julio de 1946.
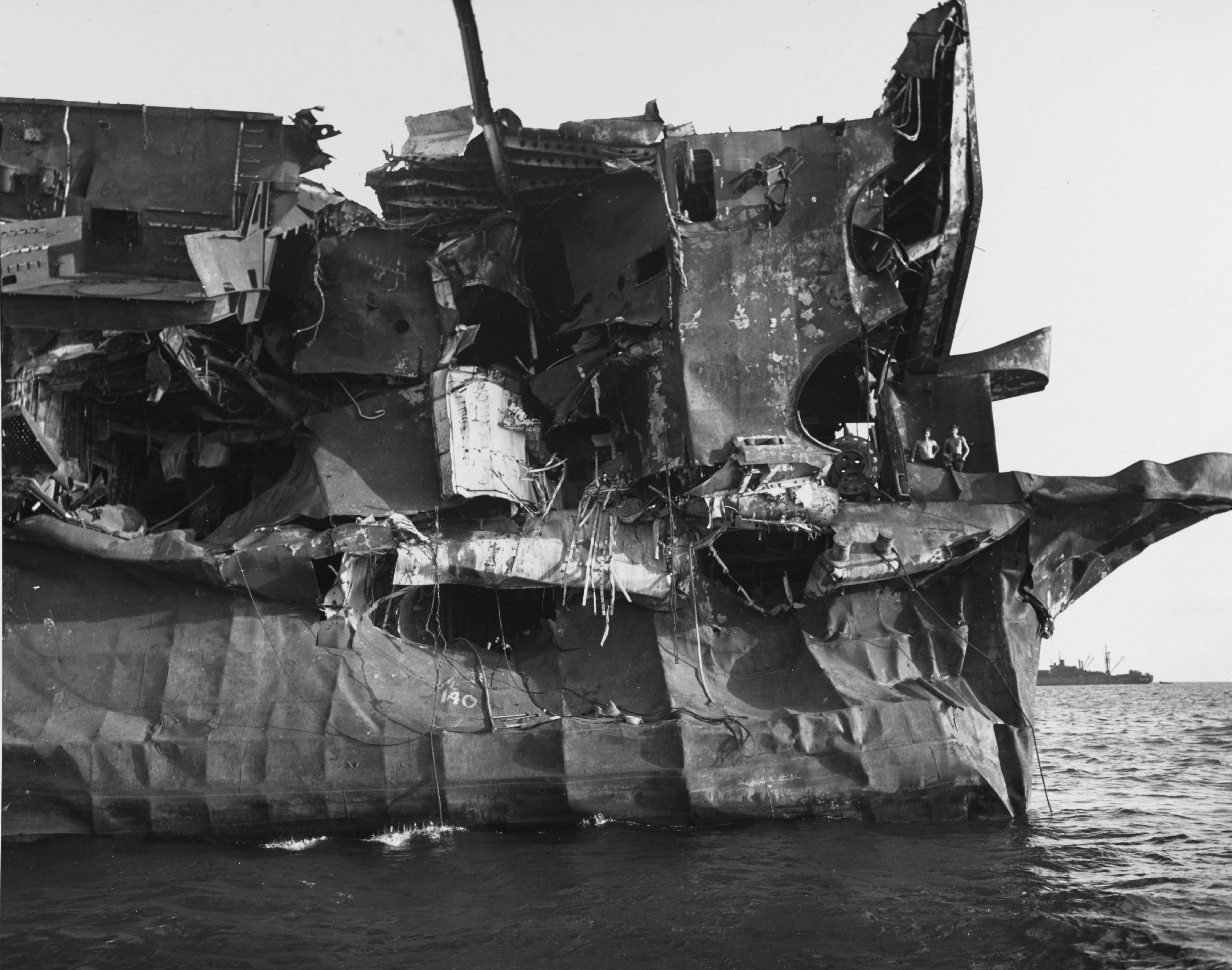
Vista de la aleta de babor del USS Independence, mostrando graves daños causados por la explosión de la bomba atómica «Able Day» sobre el atolón Bikini el 1 de julio de 1946.
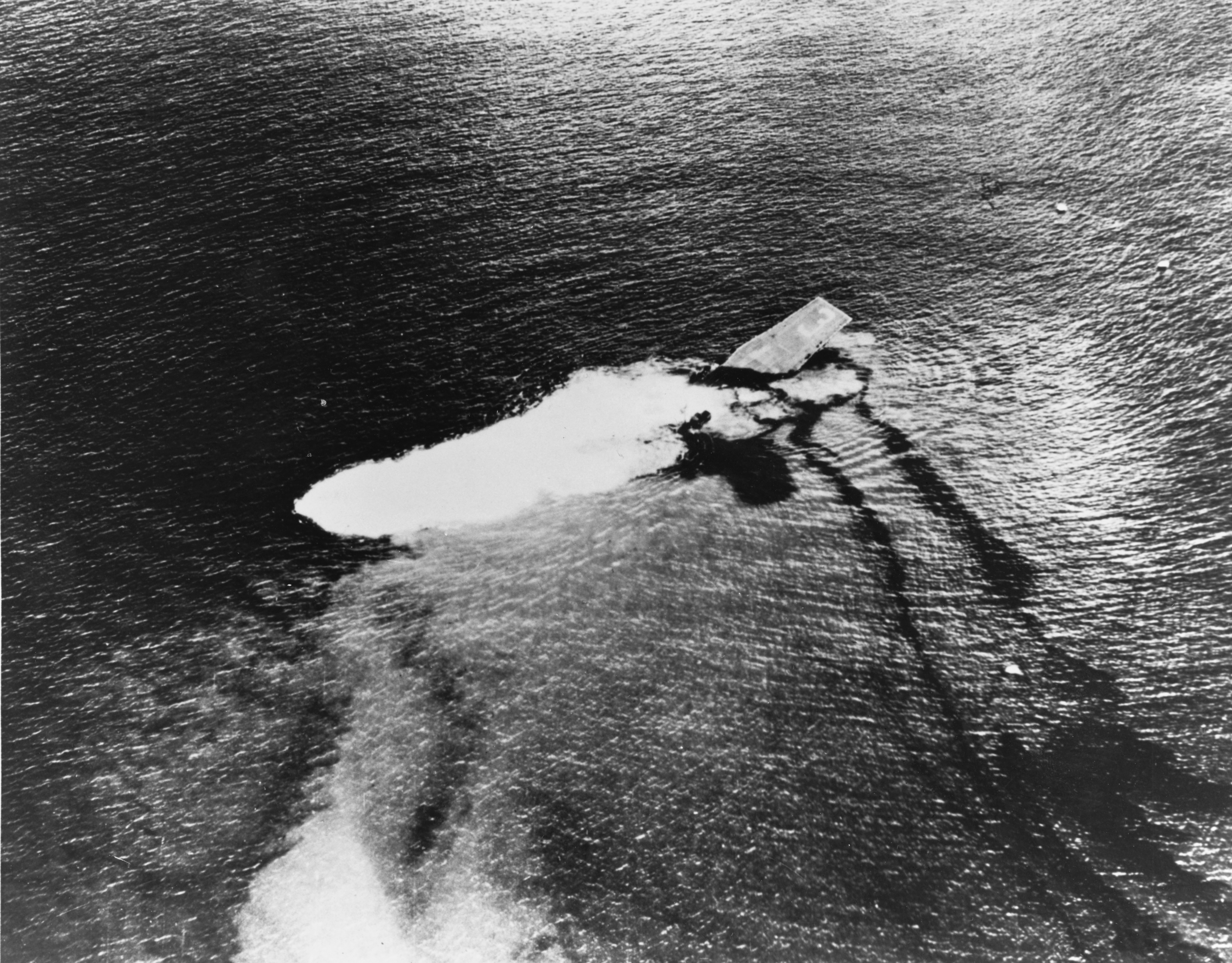
USS Saratoga (CV-3) se hunde después de la Operación Crossroads.
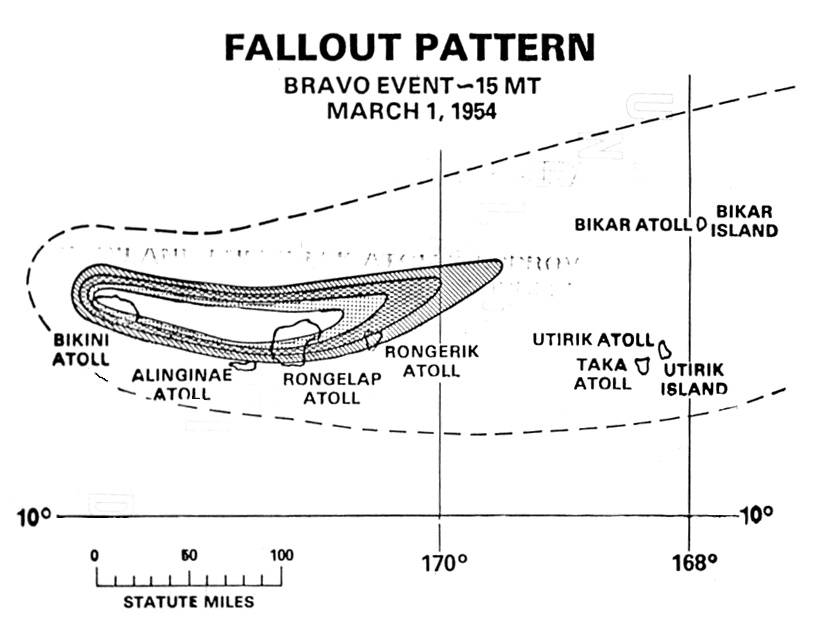
Recorrido de la lluvia radiactiva después de la prueba de Castle Bravo.

La lluvia radiactiva se dispersó gradualmente por todo el mundo, depositando rastros de material radiactivo en Australia, India y Japón, así como en partes de Estados Unidos y Europa. Aunque organizado como una prueba secreta, Castle Bravo se convirtió rápidamente en un incidente internacional, por lo que se hizo un llamamiento a prohibir las pruebas atmosféricas de los dispositivos termonucleares.

### Poblaciones locales afectadas
El atolón Rongelap estaba cubierto con hasta 2 cm de restos de calcio irradiado, similares a la nieve y ceniza, sobre toda la isla. Prácticamente todos los habitantes experimentaron enfermedades graves por radiación, incluyendo picazón, dolor en la piel, vómitos, diarrea y fatiga. Sus síntomas también incluían ardor en los ojos e inflamación del cuello, los brazos y las piernas. Los habitantes fueron forzados a abandonar las islas, dejando todas sus pertenencias, tres días después de la prueba. Fueron trasladados a Kwajalein para tratamiento médico.
Seis días después de la prueba de Castle Bravo, el gobierno de Estados Unidos estableció un proyecto secreto para estudiar los efectos médicos del arma en los residentes de las Islas Marshall.
Posteriormente, se acusó a Estados Unidos de utilizar a los habitantes como sujetos de investigación médica, sin obtener su consentimiento, para estudiar los efectos de la exposición nuclear. Hasta ese momento, la Comisión de Energía Atómica había prestado poca atención a los posibles efectos de la contaminación generalizada por precipitaciones radiactivas y a los efectos sobre la salud y la ecología más allá de los límites formalmente designados del lugar de ensayo.

### Pescadores japoneses contaminados

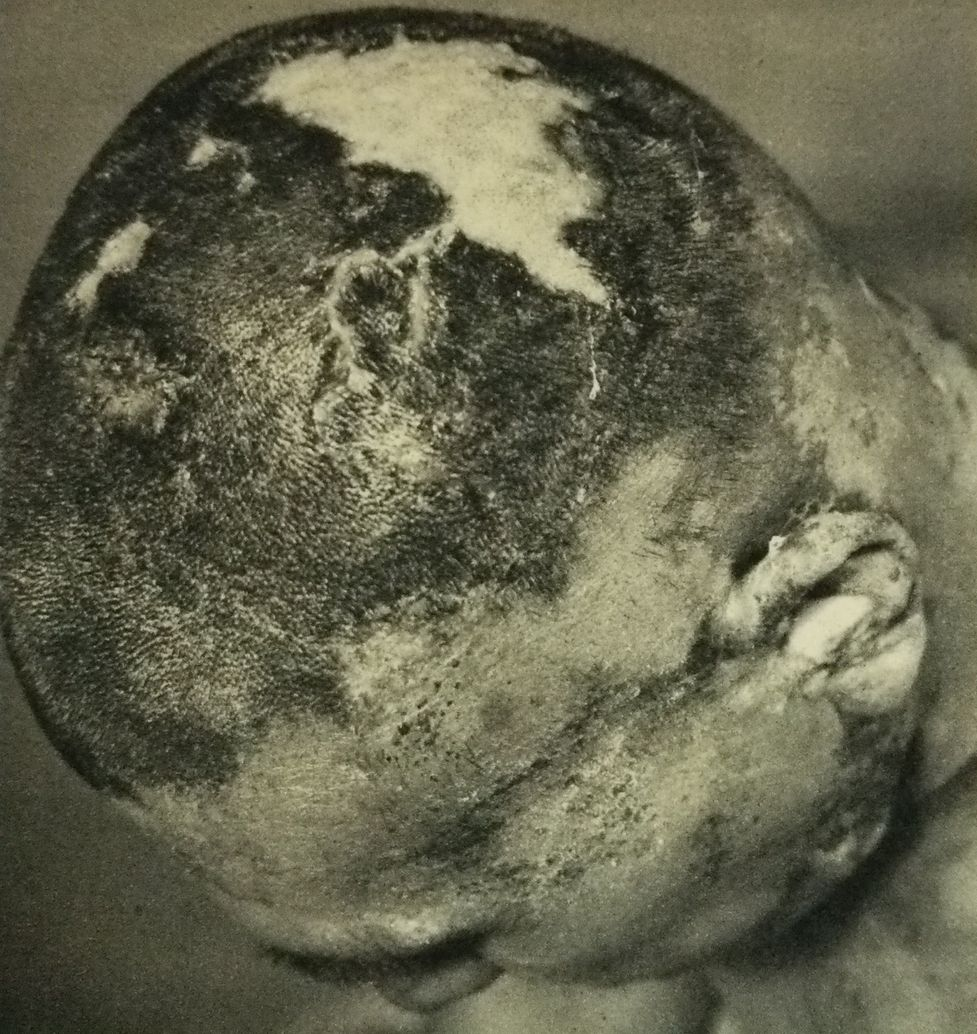
El jefe de uno de los miembros de la tripulación de Daigo Fukuryū Maru, mostrando las quemaduras por radiación causadas por las consecuencias que se acumularon en su cabello. Fechado el 7 de abril de 1954, 38 días después de la prueba nuclear.

Noventa minutos después de la detonación, 23 miembros de la tripulación del barco pesquero japonés Daigo Fukuryū Maru («Dragón de la Suerte No. 5») también fueron contaminados por los escombros y cenizas irradiadas similares a la nieve. No tenían idea de lo que significaba la explosión que habían visto ni de la naturaleza de los escombros mortales que llovían sobre ellos como la nieve. Pero pronto todos se enfermaron con los efectos de la intoxicación aguda por radiación. Un pescador murió casi medio año después mientras estaba bajo supervisión médica a finales de septiembre, y se considera que su causa de muerte se debió a cirrosis hepática subyacente, agravada por una infección por hepatitis C. La mayoría de los expertos médicos creen que los miembros de la tripulación se infectaron con hepatitis C a través de transfusiones de sangre durante parte de su tratamiento de Síndrome de irradiación aguda. Edward Teller, una de las mentes impulsoras detrás del desarrollo de la bomba de hidrógeno, y arquitecto de las pruebas de Marshall Island, al enterarse de la muerte del pescador a través de los medios de comunicación que pintaron su muerte como un llamada anti armas nucleares, comentó, «No es razonable hacer tanto escándalo por la muerte de un pescador».

### Pruebas posteriores
A la serie de diecisiete tentativas de la Operación Ala Roja siguieron once pruebas en Atolón Enewetak y a seis en Bikini. Los residentes de la isla a quienes se les había prometido regresar a casa en Bikini se vieron frustrados indefinidamente por la decisión de los Estados Unidos de reanudar las pruebas nucleares en Bikini en 1954. Durante 1954, 1956 y 1958, 21 bombas nucleares más fueron detonadas en Bikini, produciendo un total de 75 megatones, equivalentes a más de tres mil bombas Baker. Solo hubo una ráfaga de aire en la prueba 3,8 de megatones de la Cherokee. Las ráfagas de aire distribuyen la lluvia en un área grande, pero las ráfagas de superficie producen una intensa lluvia local. Estas pruebas fueron seguidas por las pruebas de 33 disparos  Hardtack que comenzaron a finales de abril de 1958. El último de los diez tests fue detonado en el Atolón Bikini el 22 de julio de 1958.

### Naufragios en la laguna
Los naufragios en la laguna incluyen:
- USS Saratoga (CV-3) - portaaviones
- USS Arkansas (BB-33) - acorazado
- USS Gilliam (APA-57) - transporte de ataque
- USS Carlisle (APA-69) - transporte de ataque
- USS Lamson (DD-367) - destructor
- USS Anderson (DD-411) - destructor
- USS Apogon (SS-308) - submarino
- USS Pilotfish (SS-386) - submarino
- Acorazado japonés Nagato - acorazado
- Crucero japonés Sakawa - crucero ligero
- Crucero alemán Prinz Eugen - crucero pesado - actualmente volcado en la superficie de la laguna del atolón Kwajalein

## Detonaciones de pruebas nucleares en el atolón de Bikini
Las siguientes pruebas de dispositivos nucleares en superficie se llevaron a cabo en el atolón de Bikini o cerca de él entre 1946 y 1958, lo que representa el 15,1% del rendimiento total de las pruebas en todo el mundo. Los días de la semana son un día antes de lo que eran en Bikini.
| Series     | Fecha de la prueba  | Nombres              | Ubicación                                                                                                   | Dispositivo                       | Rango de rendimiento      | Rendimiento total. Notas                      |
| ---------- | ------------------- | -------------------- | --- | --------------------------------- | ------------------------- | --------------------------------------------- |
| Crossroads | 24 de julio de 1946 | Baker                | Laguna NE, Atolón Bikini 11°35′N 165°30′E / 11.59, 165.50                                                   | Helen of Bikini Mk III            | 21 kilotones              |                                               |
| Crossroads | 30 de junio de 1946 | Able                 | Laguna NE, Atolón Bikini 11°35′N 165°30′E / 11.59, 165.50                                                   | Gilda Mk III                      | 21 kt                     | 23 kilotones                                  |
| Crossroads | 1 de agosto de 1946 | Charlie (cancelled)  | Laguna NE, Atolón Bikini 11°45′N 165°31′E / 11.75, 165.51                                                   | Mk III                            | 21 kilotones (proyectada) | 21 kilotones (proyectada)                     |
| Castle     | 1 de marzo de 1954  | Bravo                | Artificial island on reef 2950 pies (899,2 m) from Namu Island 11°41′50″N 165°16′29″E / 11.69722, 165.27486 | Shrimp TX-21                      | 4-8 megatones             | 15 Mt                                         |
| Castle     | 25 de abril de 1954 | Union                | Yurochi aka Irioj (Dog), Atolón Bikini 11°39′59″N 165°23′14″E / 11.6664, 165.3872                           | Alarm Clock EC-14                 | 3-4 megatones             | 5-10 megatones                                |
| Castle     | 4 de mayo de 1954   | Yankee I (cancelled) | Yurochi aka Irioj (Dog), Atolón Bikini 11°39′56″N 165°23′13″E / 11.6656, 165.3869                           | Jughead/Runt-II TX/EC-16/TX/EC-24 | —                         | —                                             |
| Castle     | 27 de abril de 1954 | Yankee II            | Yurochi aka Irioj (Dog), Atolón Bikini 11°39′56″N 165°23′13″E / 11.6656, 165.3869                           | Ramrod TX-22                      | 8 megatones               | 9,5 megatones                                 |
| Castle     | 5 de abril de 1954  | Nectar               | Elugelab (Flora), Enewetak Atoll 11°40′14″N 162°11′47″E / 11.6705, 162.1964                                 | Zombie TX-15                      | 1,8 megatones             | 1-3 megatones                                 |
| Castle     | 27 de marzo de 1954 | Romeo                | Yurochi aka Irioj (Dog), Atolón Bikini 11°41′39″N 165°15′55″E / 11.69428, 165.26519                         | Runt TX/EC-17A                    | 4 megatones               | 8 megatones                                   |
| Castle     | 7 de abril de 1954  | Koon                 | Eninmen (Tare), Atolón Bikini 11°30′14″N 165°22′07″E / 11.50376, 165.36852                                  | Morgenstern TX-22                 | 1 megatones               | 1,5 megatones                                 |
| Redwing    | 20 de mayo de 1956  | Cherokee             | Namu (Charlie), Atolón Bikini 11°44′23″N 165°20′23″E / 11.73973, 165.33985                                  | TX-15-X1                          | 3,8 megatones             | 18,265 megatones                              |
| Redwing    | 27 de mayo de 1956  | Zuni                 | Eninmen (Tare), Atolón Bikini 11°30′12″N 165°22′14″E / 11.50325, 165.37049                                  | Mk-41                             | 3,5 kilotones             | 3,5 megatones                                 |
| Redwing    | 6 de junio de 1956  | Flathead             | Eninmen (Tare), Atolón Bikini 11°30′12″N 165°22′14″E / 11.50325, 165.37049                                  | TX-28S                            | 365 kilotones             |                                               |
| Redwing    | 11 de junio de 1956 | Zuni                 | Eninmen (Tare), Atolón Bikini 11°30′12″N 165°22′14″E / 11.50325, 165.37049                                  | Mk-41 Bassoon                     | 3,5 megatones             |                                               |
| Redwing    | 25 de junio de 1956 | Dakota               | Laguna NE, Atolón Bikini 11°36′10″N 165°27′05″E / 11.6028, 165.4514                                         | TX-28C                            | 1,1 megatones             |                                               |
| Redwing    | 10 de julio de 1956 | Navajo               | Laguna NE, Atolón Bikini 11°41′15″N 165°22′57″E / 11.68743, 165.38263                                       | TX21C                             | 4,5 megatones             |                                               |
| Hardtack 1 | 28 de abril de 1958 | Yucca                | Atolones Bikini y Enewetak 12°37′01″N 167°01′30″E / 12.617, 167.025                                         | W-25                              | 1,7 megatones             | 12,020 megatones                              |
| Hardtack 1 | 11 de mayo de 1958  | Fir                  | Namu (Charlie), Atolón Bikini 11°41′27″N 165°16′24″E / 11.6908, 165.2733                                    |                                   | 1,4 megatones             |                                               |
| Hardtack 1 | 21 de mayo de 1958  | Nutmeg               | Eninmen (Tare), Atolón Bikini 11°30′13″N 165°22′20″E / 11.50355, 165.3722                                   | early XW-47?                      | 25,1 kilotones            |                                               |
| Hardtack 1 | 31 de mayo de 1958  | Sycamore             | Namu (Charlie), Atolón Bikini 11°41′50″N 165°16′29″E / 11.69722, 165.27486                                  | TX-41                             | 92 kilotones              |                                               |
| Hardtack 1 | 10 de junio de 1958 | Maple                | Yurochi aka Irioj (Dog), Atolón Bikini 11°41′29″N 165°24′57″E / 11.6915, 165.41582                          |                                   | 213 kilotones             |                                               |
| Hardtack 1 | 14 de junio de 1958 | Aspen                | Namu (Charlie), Atolón Bikini 11°41′27″N 165°16′24″E / 11.6908, 165.2733                                    | XW-47 ?                           | 319 kilotones             |                                               |
| Hardtack 1 | 27 de junio de 1958 | Redwood              | Yurochi aka Irioj (Dog), Atolón Bikini 11°41′29″N 165°24′57″E / 11.6915, 165.41582                          | XW-47 ?                           | 412 kilotones             |                                               |
| Hardtack 1 | 29 de junio de 1958 | Hickory              | Eninmen (Tare), Atolón Bikini 11°29′46″N 162°22′15″E / 11.4961, 162.3708                                    | XW-47 ?                           | 14 kilotones              |                                               |
| Hardtack 1 | 2 de julio de 1958  | Cedar                | Namu (Charlie), Atolón Bikini 11°41′50″N 165°16′29″E / 11.69722, 165.27486                                  |                                   | 220 kilotones             |                                               |
| Hardtack 1 | 12 de julio de 1958 | Poplar               | Namu (Charlie), Atolón Bikini 11°41′49″N 165°16′01″E / 11.69704, 165.26708                                  | TX-41                             | 9,3 megatones             |                                               |
| Hardtack 1 | 22 de julio de 1958 | Juniper              | Eninmen (Tare), Atolón Bikini 11°30′13″N 165°22′20″E / 11.50355, 165.3722                                   | XW-47                             | 65 kilotones              | final de detonaciones atmosféricas en Bikini. |
| Hardtack 1 | agosto de 1958      | Piñon (cancelled)    | Atolones Bikini y Enewetak 12°N 162°E / 12, 162                                                             | —                                 | —                         | —                                             |
| Total      |                     |                      | |                                   |                           | 78 527 megatones                              |

## Problemas de reubicación

### Territorio estratégico en fideicomiso
En 1947, los Estados Unidos convencieron a las Naciones Unidas de que designaran a las islas de Micronesia como Territorio en Fideicomiso Estratégico de las Naciones Unidas. Este fue el único fideicomiso otorgado por la ONU. La Marina de los Estados Unidos controlaba el fideicomiso desde un cuartel general en Guam hasta 1951, cuando el Departamento del Interior de los Estados Unidos tomó el control, administrando el territorio desde una base en Saipán. La directiva a la que Estados Unidos se adhirió estipulaba que «promovería el progreso económico y la autosuficiencia de los habitantes, y con este fin.... protegerá a los habitantes contra la pérdida de sus tierras y recursos...»
A pesar de la promesa de «proteger a los habitantes», desde julio de 1946 hasta julio de 1947 los residentes del atolón Bikini se quedaron solos en el atolón Rongerik. En enero de 1948, el Dr. Leonard E. Mason, antropólogo de la Universidad de Hawái, visitó el hogar temporal de los isleños reubicados en el atolón de Rongerik y se horrorizó cuando encontró que la gente estaba hambrienta. La prensa de todo el mundo criticó duramente a la Marina por ignorar al pueblo. Harold Ickes, un columnista sindicado, escribió «Los nativos se están muriendo de hambre de verdad y literalmente».
La Marina entonces seleccionó el Atolón Ujelang para su hogar temporal y algunos jóvenes de la población del Atolón Bikini se adelantaron para comenzar a construir viviendas. Pero las autoridades fiduciarias de Estados Unidos cambiaron de opinión. Decidieron usar el Atolón Enewetak como segundo lugar de prueba de armas nucleares y reubicaron a los residentes de ese atolón en el atolón de Ujelang y en las casas construidas para los isleños de la isla de Bikini.
En marzo de 1948, 184 isleños desnutridos fueron reubicados temporalmente de nuevo en el Atolón Kwajalein. En junio de 1948 los residentes de Bikini eligieron Isla Kili como un hogar a largo plazo. La isla de unas 80 Ha, una de las más pequeñas de la cadena de las Islas Marshall, estaba deshabitada y no estaba gobernada por un rey supremo, iroij. En noviembre de 1948, los residentes, que ahora suman un total de 184 personas, se trasladaron allí. Vivir en la isla de Kili destruyó efectivamente su cultura que se había basado en la pesca y en viajes en canoa por las islas a varios islotes alrededor del atolón de Bikini. Kili no proporcionaba suficiente alimento para los residentes reubicados.

### Retorno a la isla Bikini
En junio de 1968, basándose en el asesoramiento científico de que los niveles de radiación se habían reducido lo suficiente, el presidente Lyndon B. Johnson prometió a las 540 familias del atolón Bikini que vivían en Kili y otras islas que podrían regresar a sus hogares. Pero la Comisión de Energía Atómica de los Estados Unidos se enteró de que los cangrejos de coco, una fuente esencial de alimentos, conservaban altos niveles de radiactividad y no podían ser consumidos, por lo que el Consejo de Bikini votó para retrasar la devolución de la isla.
En 1987, algunos ancianos de Bikini regresaron a la isla para restablecer las antiguas líneas de propiedad. Los equipos de construcción comenzaron a construir un hotel en Bikini e instalaron generadores, desalinizadores y líneas eléctricas. En la isla de Enyu todavía existe una pista de aterrizaje llena de corales y arena. Tres familias extendidas, con un total de alrededor de 100 personas, regresaron a su isla natal en 1972, a pesar del riesgo. Pero 10 años después, un equipo de científicos franceses descubrió que algunos pozos eran demasiado radioactivos para su uso y determinó que el pandanus y el árbol del pan también eran peligrosos para el consumo humano. Las mujeres estaban experimentando abortos espontáneos, nacimiento de mortinatos, y anormalidades genéticas en sus hijos. El Territorio en Fideicomiso Estratégico administrado por Estados Unidos decidió que los isleños tenían que ser evacuados del atolón por segunda vez.

### Segunda evacuación
Después de su evacuación de la isla, un niño de 11 años, nacido en Bikini en 1971, murió de cáncer relacionado con la exposición a la radiación que recibió mientras vivía en Bikini. Los registros obtenidos por el Tribunal de Reclamaciones Nucleares de las Islas Marshall revelaron posteriormente que el Dr. Robert Conard, jefe del equipo médico del Laboratorio Nacional de Brookhaven en las Islas Marshall, subestimó el riesgo de regresar al atolón. El Dr. Konrad Kotrady fue contratado por el Laboratorio Nacional de Brookhaven (Brookhaven National Laboratory, BNL) para tratar a los residentes de las Islas Marshall. En 1977, escribió un informe de 14 páginas a BNL que planteaba serias preguntas sobre el regreso de los residentes a Bikini y cuestionaba la exactitud del trabajo previo de Brookhaven en las islas. Después de que se les prometió que su casa estaba a salvo, y luego de que se les retirara después de que se descubriera que esto era incorrecto, los isleños del Atolón Bikini crecieron y desconfiaron de los informes oficiales de los científicos de los Estados Unidos.
El grupo especial Consultivo del Bikini (OIEA) del Organismo Internacional de Energía Atómica determinó en 1997 que «es seguro caminar por todas las islas... aunque la radiactividad residual en las islas del atolón Bikini es aún mayor que en otros atolones de las Islas Marshall, no es peligrosa para la salud en los niveles medidos.... El principal riesgo de radiación provendría de los alimentos: el consumo de productos cultivados localmente, como la fruta, podría añadir una radiactividad significativa al cuerpo....Comer coco o árbol del pan de la isla de Bikini ocasionalmente no sería motivo de preocupación. Sin embargo, comer muchos durante un largo período de tiempo sin haber tomado medidas correctivas, podría resultar en dosis de radiación más altas que los niveles de seguridad acordados internacionalmente». El OIEA estimó que vivir en el atolón y consumir alimentos locales resultaría en una dosis efectiva de alrededor de 15 mSv/año.
Después del fallido reasentamiento en 1978, los líderes de la comunidad Bikini han insistido desde principios de la década de 1980 en que se excave la parte superior del suelo de toda la isla. Los científicos responden que si bien la remoción del suelo liberaría a la isla de cesio 137, también dañaría gravemente el medio ambiente, convirtiendo el atolón en un virtual páramo de arena azotada por el viento. El Consejo de Bikini ha afirmado repetidamente que la remoción de la capa superior de la tierra es la única manera de garantizar condiciones de vida seguras para las generaciones futuras.
En 1997, los investigadores encontraron que la dosis recibida de la radiación de fondo en la isla estaba entre 2,4 mSv/año (la misma que la radiación de fondo) y 4,5 mSv/año, asumiendo que los residentes consumían una dieta de alimentos importados. Debido a que el suministro local de alimentos sigue siendo irradiado, el grupo no recomendó el reasentamiento de la isla. Un informe de 1998 del Organismo Internacional de Energía Atómica encontró que Bikini todavía no es seguro para ser habitado debido a los niveles peligrosos de radiación.
Un estudio de 2002 encontró que el coral dentro del cráter Bravo se ha recuperado parcialmente. Zoe Richards del ARC Centre of Excellence for Coral Reef Studies y James Cook University observaron matrices de ramificación de corales de hasta 8 metros de altura.

### Compensación y reparaciones
En 1975, los isleños, que habían regresado al atolón Bikini y más tarde se enteraron de que no era seguro, demandaron a Estados Unidos por primera vez. Exigieron un estudio radiológico de las islas del norte. En 1975, los Estados Unidos crearon The Hawaiian Trust Fund for the People of Bikini, con un total de $3 millones. Cuando los isleños fueron expulsados de la isla en 1978, los Estados Unidos añadieron 3 millones de dólares al fondo. Los Estados Unidos crearon un segundo fondo fiduciario, «el Fondo Fiduciario de Reasentamiento para la Gente de Bikini», que contenía 20 millones de dólares en 1982. Estados Unidos agregó otros 90 millones de dólares a ese fondo para pagar la limpieza, la reconstrucción de casas e instalaciones y el reasentamiento de los isleños en las islas Bikini y Eneu.
En 1983, Estados Unidos y los isleños de Marshall firmaron el Tratado de Libre Asociación, que dio independencia a las Islas Marshall. El Pacto entró en vigor en 1986 y posteriormente fue modificado por el Pacto Enmendado que entró en vigor en 2004. También estableció el Tribunal de Reclamaciones Nucleares, al que se encomendó la tarea de adjudicar indemnizaciones a las víctimas y sus familias afectadas por el programa de pruebas nucleares. El artículo 177 del pacto preveía la reparación de los daños a los isleños de Bikini y otros atolones del norte. El 5 de marzo de 2001, el Tribunal de Reclamaciones Nucleares dictaminó en contra de los Estados Unidos por los daños causados a las islas y a su población.
Los pagos comenzaron en 1987 con $2,4 millones pagados anualmente a toda la población de Bikini, mientras que los $2,6 millones restantes son pagados al Fondo Fiduciario de Reclamos de Bikini. Este fideicomiso tiene la intención de existir a perpetuidad y proporcionar a los isleños un pago anual del 5% del fideicomiso.
Los Estados Unidos proporcionaron 150 millones de dólares en concepto de indemnización por los daños causados por el programa de pruebas nucleares y su desplazamiento de su isla de origen.
En 2001, de los 167 residentes originales que fueron reubicados, 70 seguían vivos, y la población total ha crecido a 2.800. La mayoría de los isleños y sus descendientes viven en Kili, en Majuro, o en los Estados Unidos. La oportunidad para algunos isleños del Bikini de reubicarse potencialmente en su isla natal crea un dilema. Sólo unos pocos isleños vivos nacieron allí. La mayoría de la generación más joven nunca ha vivido allí, ni siquiera la ha visitado, y no tiene deseos de regresar. El desempleo en las Islas Marshall era de alrededor del 40 por ciento en 2013. La población está creciendo a una tasa de crecimiento del cuatro por ciento, por lo que cada vez son más las personas que aprovechan los términos del Pacto de Libre Asociación de las Islas Marshall que les permite obtener empleo en los Estados Unidos.

## Recuperación del ecosistema marino
Un estudio realizado en 2017 por Steve Palumbi, profesor de Stanford University profesor de ciencias marinas, reportó que la vida oceánica parece ser altamente resistente a los efectos del envenenamiento por radiación. El equipo describió la diversidad sustancial en el ecosistema marino, con los animales que parecen ser muy sanos a simple vista y, de acuerdo con Palumbi, la laguna del atolón «esta repleta de peces girando en todo su alrededor de un arremolinarse en torno a un coral que se encuentra vivo. De una manera extraña están protegidos por la historia de este lugar, las poblaciones de peces son mejores que en otros lugares porque han sido dejados solos, los tiburones son más abundantes y los corales son grandes. Es un entorno extraordinario, bastante extraño». Tanto los corales como los animales de larga vida, como los del cangrejo de coco, deberían ser vulnerables a las radiaciones inducidas por la radiación, y entender cómo han prosperado podría conducir a descubrimientos sobre la preservación del ADN y elash; haciendo del Atolón Bikini, según Pambuli, «un lugar irónico para la investigación que podría ayudar a la gente a vivir más tiempo» mediante la mejora de la comprensión científica del cáncer. La PBS documentó el trabajo de campo realizado por Palumbi y su estudiante de postgrado Elora López en el Atolón Bikini para el segundo episodio («Violento») de su serie Big Pacific. El episodio exploró «especies, fenómenos naturales y comportamientos del Océano Pacífico» y la forma en que el equipo está utilizando la secuenciación de ADN para estudiar la tasa y el patrón de cualquier mutación. López sugirió posibles explicaciones para la salud de la vida marina a The Stanford Daily, como un mecanismo para la reparación del ADN que es superior al que poseen los humanos, o un método para mantener un genoma frente a la radiación nuclear.
El área se ha convertido, en efecto, en una especie de santuario no planificado; como también ha ocurrido en Europa en Chernobyl donde se están probando los efectos de la radiación sobre la vida animal. Haciendo una observación similar a la que siguió al desastre de Chernobyl de 1986, donde las graves deformidades y mutaciones animales fueron abundantes sólo inmediatamente después, Palumbi sugirió que, como «los peces tienen una vida relativamente corta, es posible que los peces más afectados hayan muerto hace muchas décadas... y que los peces que viven en el atolón de Bikini hoy en día solo están sujetos a niveles bajos de exposición a la radiación, ya que nadan frecuentemente dentro y fuera del atolón». El tiburón nodriza tiene dos aletas dorsales pero posiblemente se observaron individuos con mutaciones con una sola aleta. Pambuli y su equipo se han centrado en los cangrejos del tamaño de tapacubos ya que su dieta de coco está contaminada con cesio-137 de aguas subterráneas y sobre los corales porque ambos tienen vidas más largas que permiten a los científicos «ahondar en el efecto que la exposición a la radiación ha tenido en el ADN de los animales después de acumularse en sus sistemas durante muchos años».
El atolón Bikini sigue siendo inhabitable para los humanos debido a lo que el «relator especial de las Naciones Unidas», Călin Georgescu, reportó en 2012 como «contaminación ambiental casi irreversible». Los niveles de radiación gamma en 2016 promediaron 184 rem/año, muy por encima del máximo permitido para la vida humana de 100 rem/año, lo que hace que el agua, los mariscos y las plantas sean todos inseguros para el consumo humano. En su libro Strange Glow: La historia de la radiación, Timothy Jorgensen informó sobre el aumento del riesgo de cáncer, especialmente para la leucemia y cáncer de tiroides, entre habitantes de islas cercanas. Dado este contexto más amplio, la resistencia y la aparente resistencia al cáncer del organismo marino son particularmente interesantes. Como Palumbi declaró: El hecho de que haya vida allí y la vida que está tratando de regresar de la agresión más violenta que hemos hecho es bastante esperanzador.

## Consecuencias de las pruebas en humanos por los Estados Unidos
Los habitantes de las Islas Marshall, en particular los más cercanos al Atolón Bikini, fueron expuestos a altos niveles de radiación. Los niveles más altos de exposición a la radiación se encontraron en las áreas de lluvia radiactiva local. Las precipitaciones producidas por los ensayos nucleares pueden afectar a las poblaciones humanas interna o externamente. La irradiación externa es de los rayos gamma penetrantes que provienen de las partículas en el suelo. Los niveles de exposición a la radiación externa pueden reducirse si se está en interiores porque los edificios actúan como un escudo. La inhalación de la lluvia radioactiva y la absorción epidérmica son los principales medios de irradiación. Sin embargo, la mayor parte de la exposición se debe al consumo de alimentos que han sido contaminados por la lluvia radiactiva. La gente de las islas consumiría carne o productos de animales que habían sido irradiados, por lo tanto irradiando al consumidor. Los alimentos enviados a las islas también se vieron afectados por la contaminación de los utensilios de cocina contaminados. Muchos productos lácteos, como la leche y el yogur, se contaminaron como resultado de los radionucleidos que se encontraban en los pastos. El yodo 131, un isótopo altamente radioactivo, fue ingerido o inhalado por muchos a través de varias formas. El yodo-131 consumido se concentraría en la tiroides.

## En la cultura popular
- Las películas Bikini, The Atomic Cafe, and The Atom Island ilustran los preparativos para las pruebas y los efectos que tuvieron estas.[63] El documental «Radio Bikini» muestra otra visión de lo que pasó en Bikini.[64] El segundo movimiento de la edición en vídeo de Three Tales de Steve Reich se refiere a las pruebas atómicas en el Atolón Bikini. La parte de vídeo de la ópera incluye imágenes del ejército estadounidense presentando el proyecto a la población local de Bikini, el viaje de los animales para probar y la explosión de la bomba atómica.
- La novela La bomba, de Theodore Taylor, cuenta la historia de un chico de 16 años llamado Sorry Rinamu que desafía la orden de evacuar el atolón en una protesta contra las pruebas nucleares.
- Las películas de kaiju, en especial Godzilla la prueba de Castle Bravo era un intento de matar a la criatura.
- 2023 godzilla minus one prueba de bomba  muta al gojirasaurus (operación  crossroad)
- Bob Esponja es una referencia a estos acontecimientos; Bikini Bottom es el fondo de la isla Bikini. Bob Esponja es una mutación, y toda su serie infiere que Arenita Mejillas debe proteger un «único» árbol siendo el único mamífero sin contaminación y libre de canibalismo.